# ららぽーと湘南平塚
ららぽーと湘南平塚（ららぽーとしょうなんひらつか）は、神奈川県平塚市にある大型商業施設（ショッピングセンター）。

## 概要
生産を終了した日産車体湘南第一工場の跡地を、三井不動産が地区計画の手法である天沼地区土地区画整理事業の施行によって「ららシティ湘南平塚」として開発した。
本施設は開発地区において、分譲マンション「パークホームズLaLa湘南平塚」、戸建て住宅地区「ファインコートLALA湘南平塚」、ならびに済生会湘南平塚病院（2017年7月、新築移転。済生会平塚病院から改称）などと共に整備された商業施設である。2016年10月6日開業した。
施設には3階にコミュニティスペースとして「SHONAN TREE HOUSE」を設置した。また、地元を本拠とするサッカープロチーム「湘南ベルマーレ」とオフィシャルクラブパートナー契約を締結し、その一環として屋上に設けたフットサルコートでは同クラブに所属する選手も参加するサッカー教室も開催しているほか、ベルマーレ直営の鍼灸接骨院もテナントとして開院している。加えて平塚とゆかりの深い日産自動車が日産サティオ湘南を通じ、初めてのテナントイン型の販売店であるららぽーと湘南平塚店を開設している。
本施設の開業と同時に神奈川中央交通が平塚駅と本施設を結ぶバスの新規路線を開設した。このほか、三井不動産が平塚市から本施設に面する市道と、近接する2つの公園の命名権を取得。それぞれの愛称が「ららぽーと湘南平塚通り」、「ららぽーとあおぞら公園」、「ららぽーとすこやか公園」と決まり使用されている。

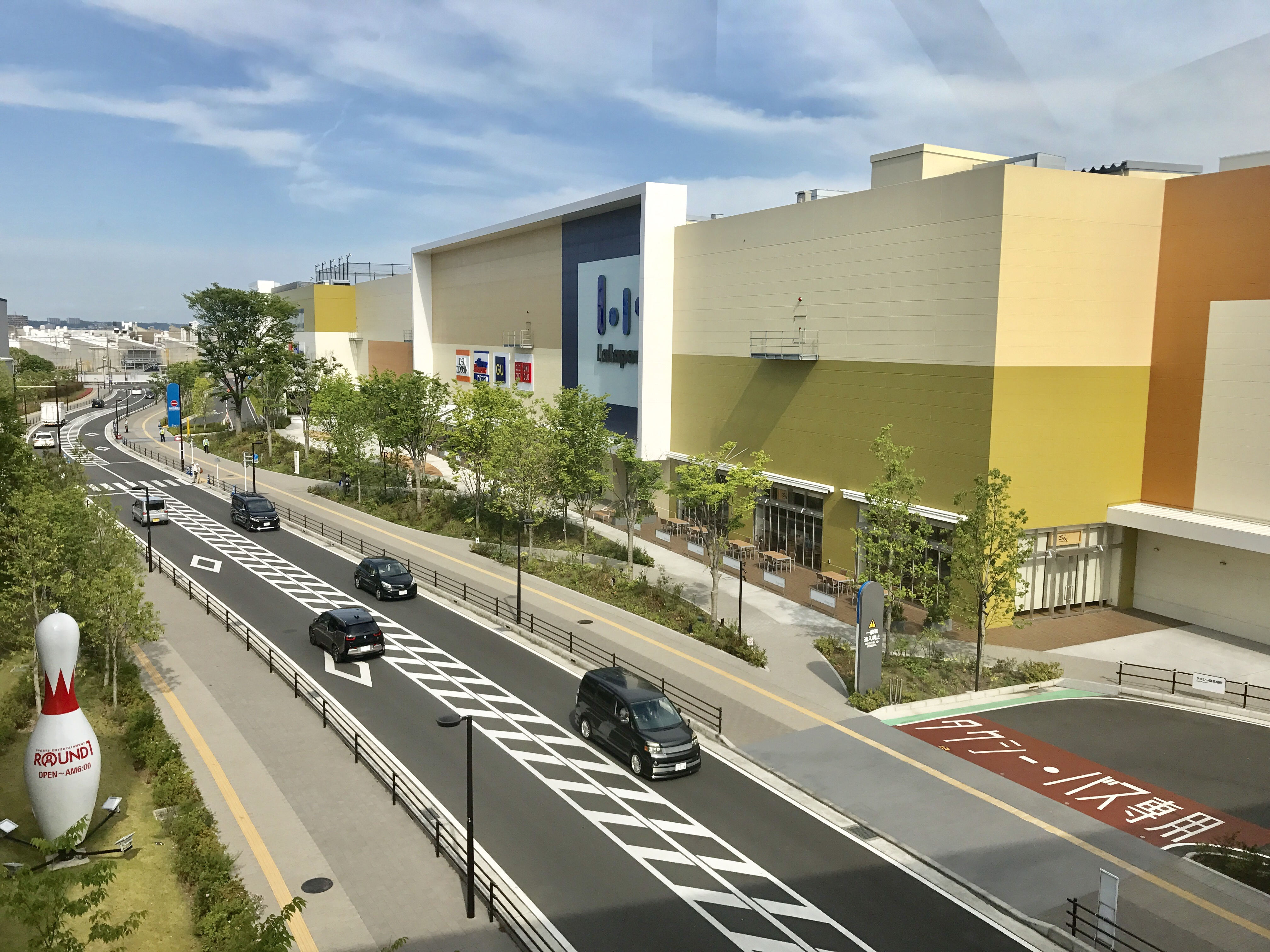
ららぽーと湘南平塚北東側

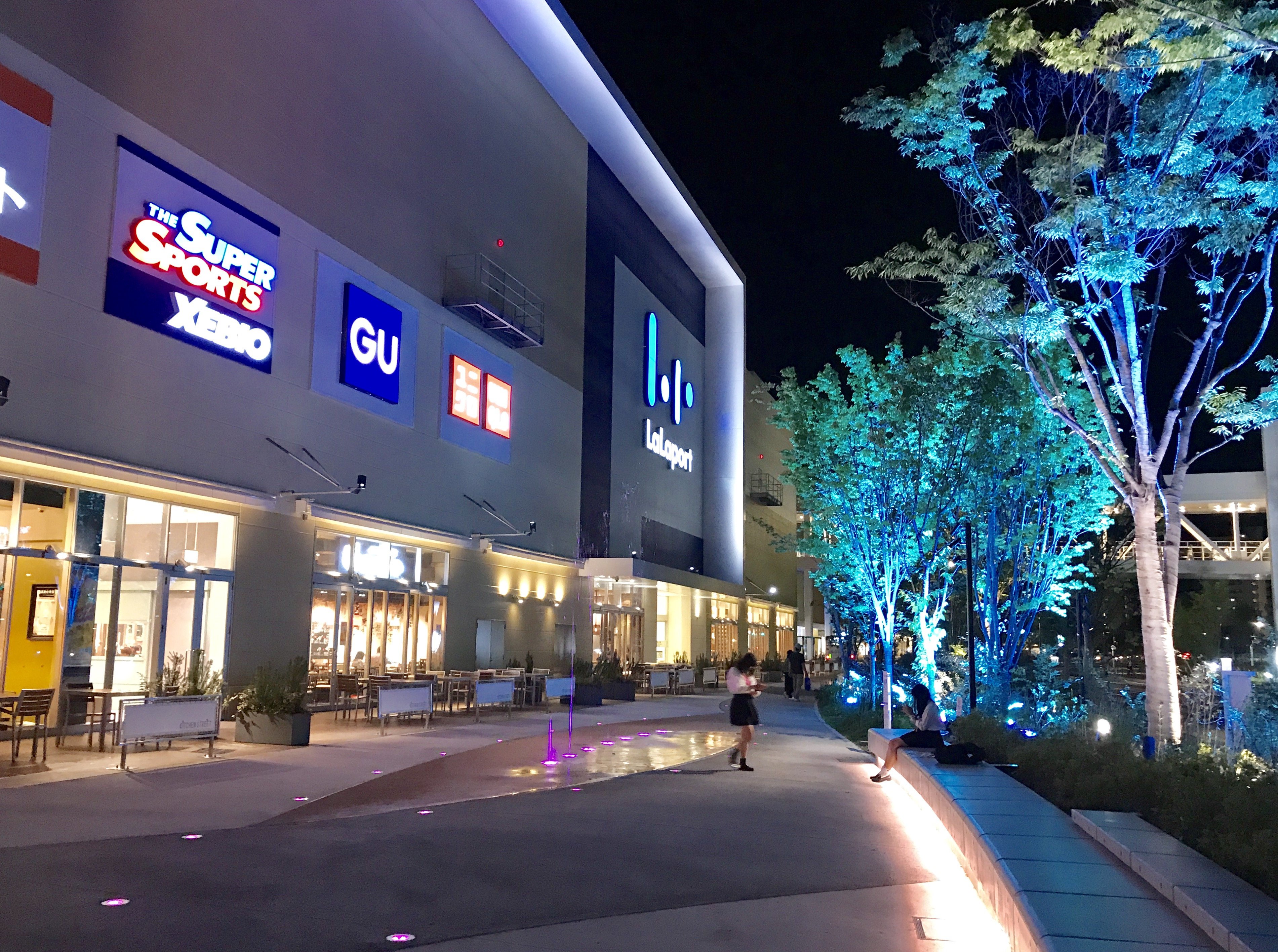
ららぽーと湘南平塚空の広場

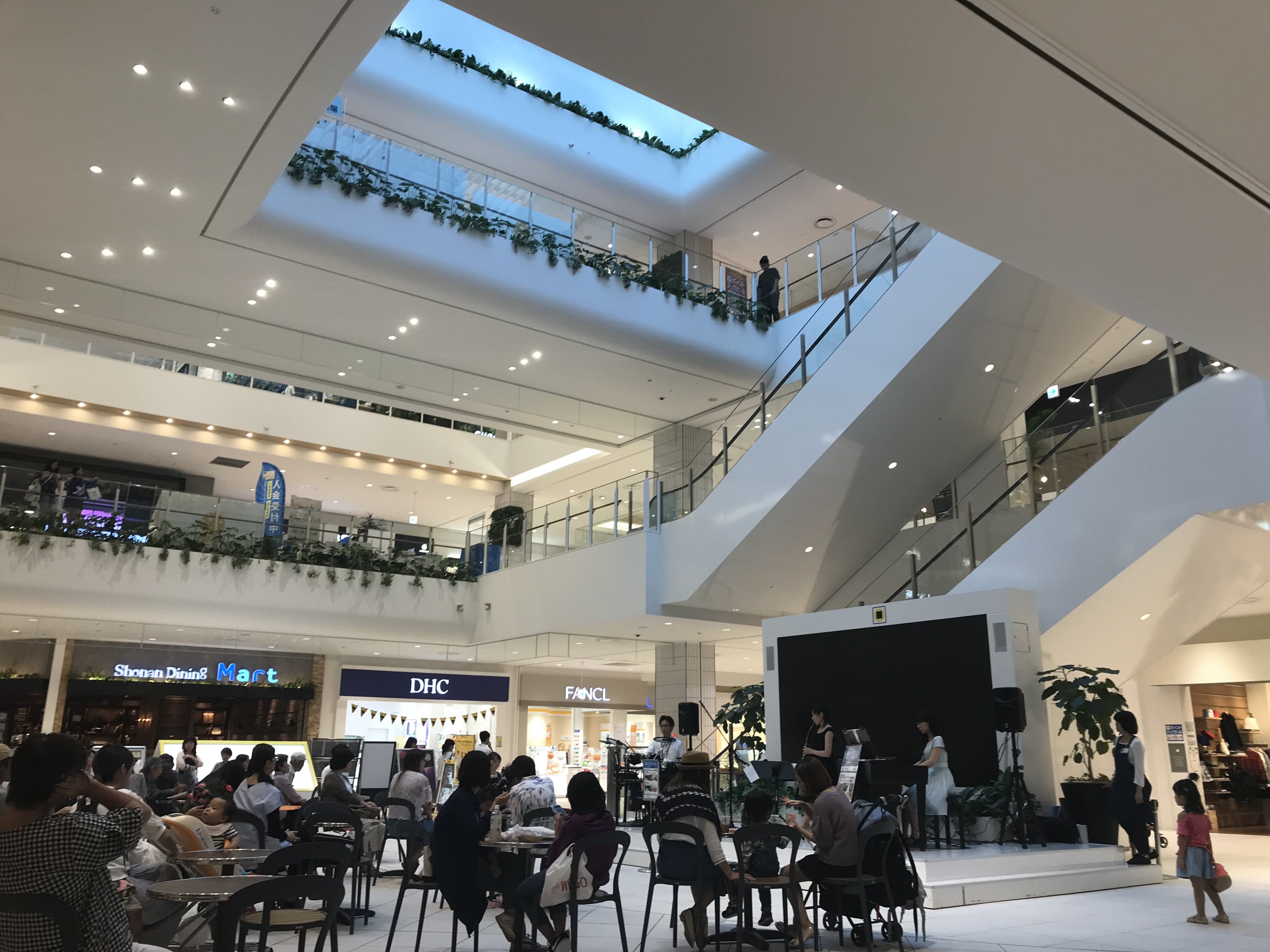
ららぽーと湘南平塚光の広場

## 店舗

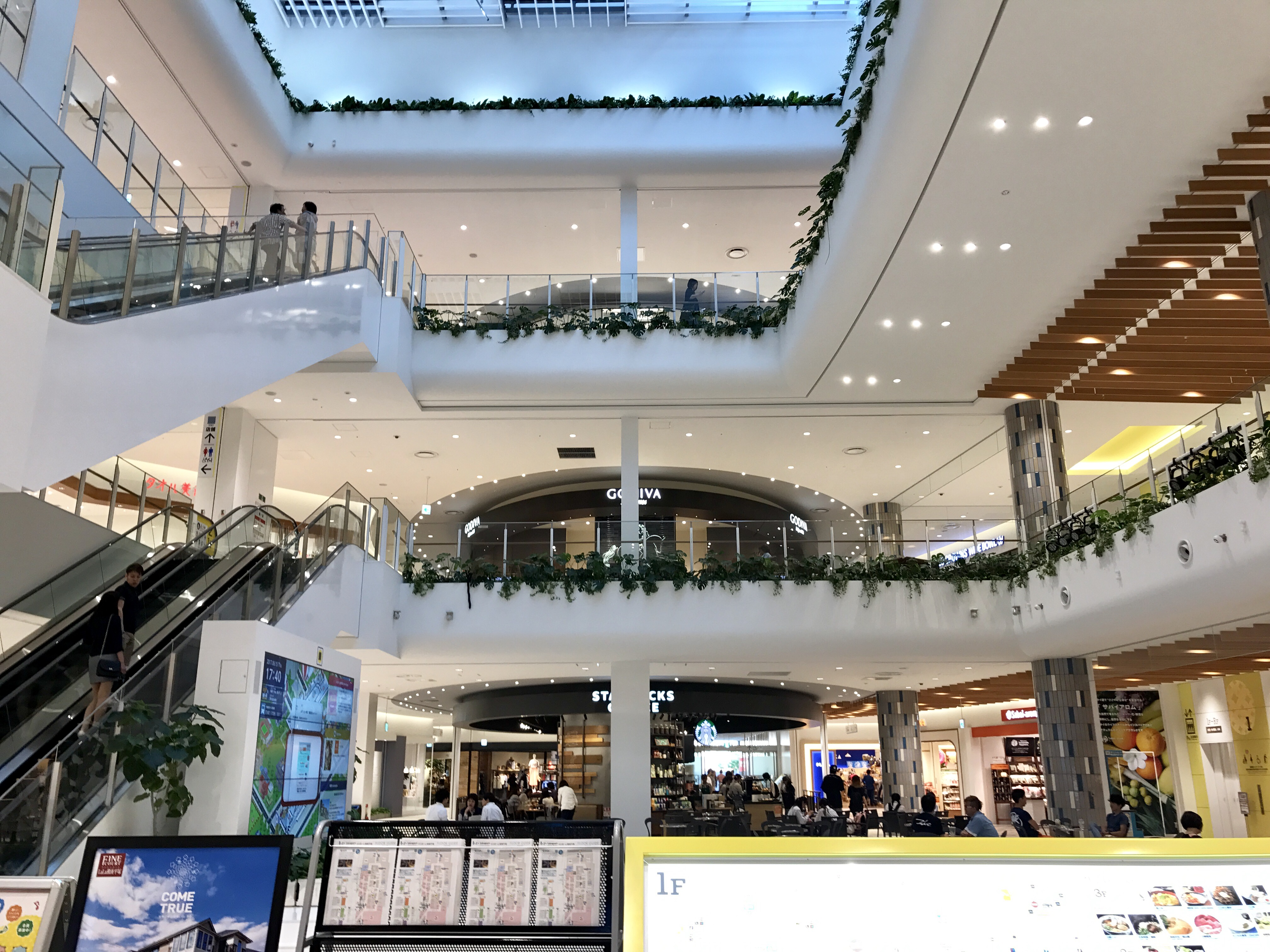
ららぽーと湘南平塚光の広場中央南